# Distrito de Tisco
El distrito de Tisco es uno de los veinte distritos que conforman la provincia de Caylloma en el departamento de Arequipa, bajo la administración del Gobierno regional de Arequipa, en el sur del Perú.
Desde el punto de vista jerárquico de la Iglesia católica forma parte de la Arquidiócesis de Arequipa.

## Descripción

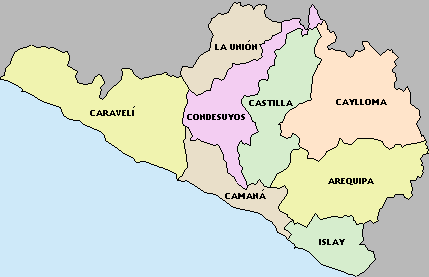
Provincias de Arequipa.

El pueblo de Tisco es una de las 24 reducciones del Valle del Colca que, por mandato del virrey Francisco de Toledo, han sido creadas en los años 1571 al 1573. Ha sido creada con el nombre de "Oropesa de Tisco" y como parroquia "San Pedro Apóstol de Tisco". El pueblo se encuentra a una altitud de 4188 m s. n. m.
La construcción de la hermosa iglesia colonial data del año 1650 y ha sido realizada posiblemente por un arquitecto del Cusco por mostrar características de las iglesias coloniales del Cusco. Pero se ve también la influencia de elementos del mundo andino.

## Autoridades

### Municipales
- 2015-2018[3]
  - Alcalde:  Primitivo Sebastian Huaracha Ancca, del Movimiento Regional Arequipa, Tradición y Futuro (Arequipa Tradición).
  - Regidores: Alicia Viza Calla,Roxana Maque Anconeira, Godofredo Condori Mamani, Pedro Gutiérrez Ramos, Alejandro Noa Quico
  - Alcalde: Primitivo Sebastián Huaracha Ancca 2007- 2010.
  - Regidores: Samuel Huaypuna Huaypuna,Noel Calla Maque,Marcelino Condori Condori, Corina Rojas Lopez, Lino Maque Saico
- 2023-2026
  - Alcalde:  Lino Andrés Maque Sayco
  - Regidores: Alejandro Alcario Noa Quico, Mauricia Felipa Viza Calla, Matias Sergio Huaypuna Vilca, Sonia Huari Pilares, Arturo Quico Checcollo

## Festividades
- Virgen de la Presentación

La fiesta patronal es en honor a la Virgen de presentación, comienza el 21 de noviembre y dura una semana; consiste en la denominada "Wititeada",  la danza del amor, el recorrido comienza en Tisco y pasa sucesivamente por todo los distritos de la provincia de Caylloma. La danza autóctona de Tisco es la danza de Kio Kio.

## Economía
Los habitantes son criadores de alpacas (Vicugna pacos) , llamas (Lama glama), artesanía de fibra de alpaca, comercio de carne alpaca y producción de trucha por sus organizaciones los canarios del colca, pioneros del colca, arco iris, arroyos del colca, nevados de Cotacota.
Lugares turísticos en el Distrito de Tisco, iglesia colonial San Pedro Apóstol, puente Hatun Oroya, la ciudadela de wilcamayo, la ciudadela de Qoytho, kinsa chata de Qoqama, las murallas del sol de Ccascca, Ñaupa Arequipa Choqolaqa, la laguna de Samaqota el encanto de payoqota y otros.
El distrito de Tisco es uno de los distritos más extensos de la provincia de Caylloma ;sus anexos poblados son Chucurana, Tarucamarca, Ccascca, Phaqenta, Challuta, Marcalla, Llacto sayaña, Quenco Calacala, Maqueruyo y un centro poblado Cotacota y su Capital Tisco.
De Arequipa a Tisco es 3.5 horas de Viaje y de la localidad Chivay a Tisco es 2 horas.
El pago al yaku mama se realiza en la  qocha de Hatun oroya  del río Colca de Tisco 